# Avenida Embaixador Abelardo Bueno

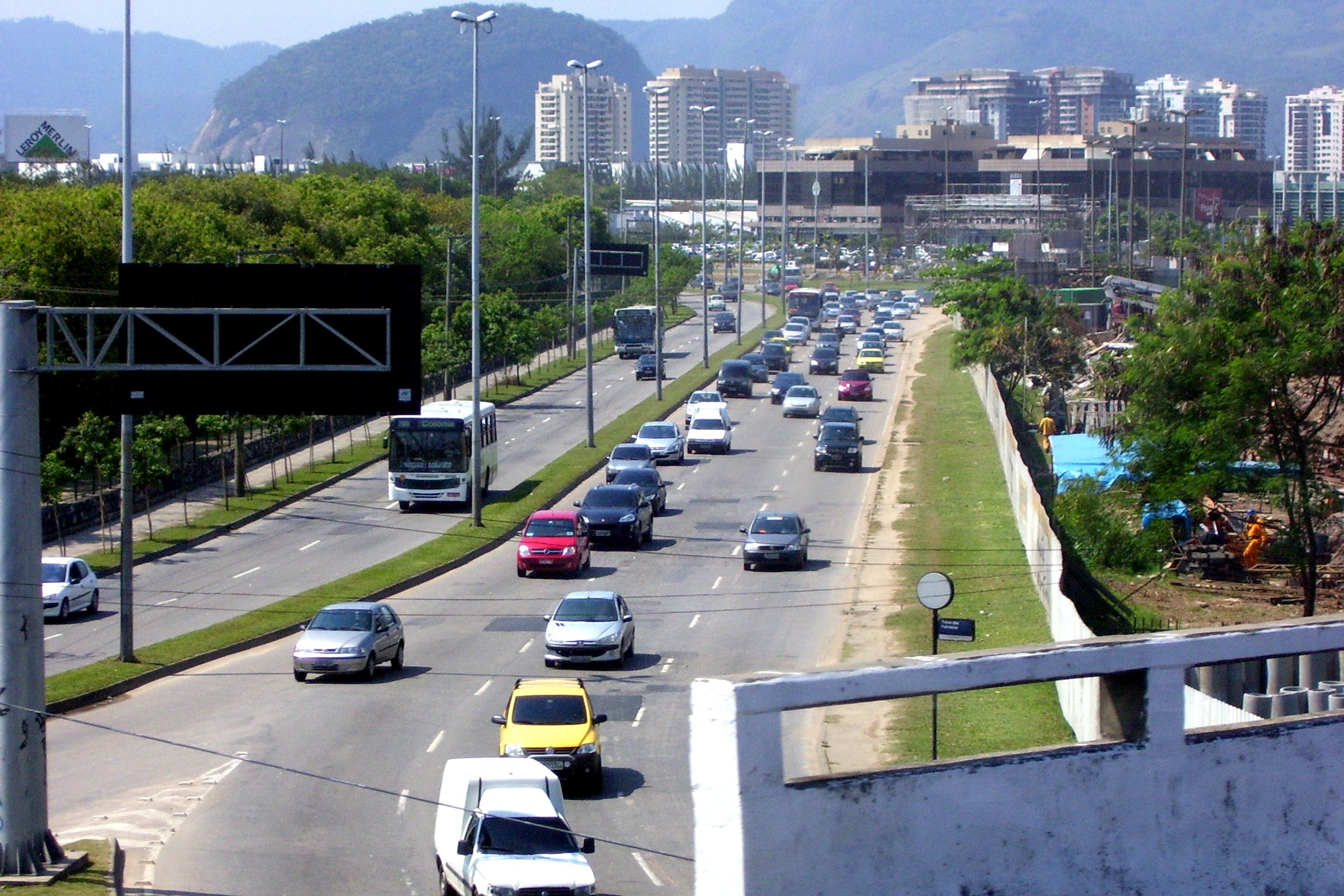
Avenida Ayrton Senna, uma das avenidas que cortam a Abelardo Bueno.

Avenida Abelardo Bueno, importante via da Zona Oeste da cidade do Rio de Janeiro, RJ

Avenida Embaixador Abelardo Bueno é uma das principais vias da Zona Oeste do Rio de Janeiro. A Avenida atravessa a divisa entre os bairros de Jacarepaguá e Barra da Tijuca, além de fazer a ligação entre a Avenida Salvador Allende, a Avenida Ayrton Senna, a Avenida Transolímpica e a Estrada Pedro Corrêa. A Avenida abriga predominantemente moradores pertencentes a classe média, média alta e alta da cidade do Rio de Janeiro.
Importantes eventos ocorrem nas imediações da avenida, como a Bienal do Rio, no Rio Centro, eventos esportivos como o UFC, NBB e musicais no HSBC Arena (atual Jeunesse Arena), competições regionais e nacionais de natação no Parque Aquático Maria Lenk e o Rock in Rio, o qual ocorre atualmente no Parque Olímpico do Rio.
A Avenida hoje é o principal trecho de uma microregião maior do que o bairro do Leme e com uma grande e crescente população. Atualmente o endereço e imediações abrigam alguns dos maiores condomínios da cidade, tais como: Villas da Barra, Estrelas Full Condominium, Bora Bora Barra Resort Real, Cidade Jardim e Rio2. São Condomínios que estão no bairro de Jacarepaguá, e abrigam diversos outros condomínios residenciais e empresariais,objetivando serem sub-bairros planejados e auto-suficientes do resto da cidade.
O Condomínio Rio2 possui aproximadamente 15 mil moradores, infra-estrutura interna ampla, comparável a um bairro planejado. O seu preço de m² encontra-se já equivalente a alguns bairros tradicionais da Zona Sul da cidade do Rio de Janeiro.
A região conta com o Shopping Metropolitano Barra, um novo centro de consumo que abriga as principais franquias de lojas e restaurantes da cidade, além de modernas salas de cinema Cinemark, e também a primeira unidade na cidade da rede hoteleira de luxo Hilton.
Muitas placas da PDG, Rossi, Brookfield, RJZ Cyrela, Tegra e Carvalho Hosken indicam a futura construção de mais prédios residenciais e comerciais.[1] O Union Square Barra e complexos empresariais ao lado do Shopping Metropolitano são exemplos da nova onda de crescimento da região administrativa da Barra da Tijuca e da cidade do Rio de Janeiro.